# Pomeni imen asteroidov: 20001–21000
Pregled pomenov imen asteroidov (malih planetov) od številke 20001 do 21000, ki jim je Središče za male planete dodelilo številko in so pozneje dobili tudi uradno ime  v skladu z dogovorjenim načinom imenovanja. Pregled je preverjen z Schmadelovim “Slovarjem imen malih planetov” (“Dictionary of Minor Planet Names”). Izvor nekaterih imen je pojasnjen tudi v Okrožnicah centra za male planete (“Minor Planet Circulars” ali MPC). Kadar se pojasnilo najde tudi v reviji “Nebo in teleskop” (Sky and Telescope) (S&T), je to navedeno. 
Pregled pojasnjuje izvor oziroma pomen imen asteroidov, ki ga je priznala Mednarodna astronomska zveza (IAU). Nekateri asteroidi imajo imajo dodatno pojasnilo o izvoru imena, ki pa vedno ni popolnoma zanesljivo (oznaka “†” ali “‡“). Pojasnilo o izvoru imena, ki je označeno z * je potrebno preveriti ali poiskati še v “Slovarju imen malih planetov”.
| Ime                   | Začasna oznaka | Izvor imena |
| 20001–20100           | 20001–20100    | 20001–20100 |
| --------------------- | -------------- | --- |
| 20002 Tillysmith      | 1991 EM        | Tilly Smith, britanska deklica, ki je zaznala cunami in je s tem rešila veliko življenj na otoku Phuket 26. decembra 2004 † |
| 20004 Audrey-Lucienne | 1991 GS6       | Audrey-Lucienne Van Landeghem, zadnji obiskovalec razstave "Vesolje je za vas" (Space is For You) v novembru 2001 na Kraljevem observatoriju Belgije v kraju Uccle † |
| 20006 Albertus Magnus | 1991 GH11      | Albertus Magnus (1193/1206 – 1280), nemški dominikanski redovnik, filozof in teolog* |
| 20007 Marybrown       | 1991 LR        | Mary J. Brown, ameriška ljubiteljska astronomka, ki je pomagala pri organizaciji arhiva fotografskih plošč na Observatoriju Palomar pri 1,2 m Schmidt-Oschinovem teleskopu † |
| 20012 Ranke           | 1991 RV4       | Leopold von Ranke (1795 – 1886), nemški zgodovinar* |
| 20016 Rietschel       | 1991 TU13      | Ernst Friedrich August Rietschel (1804 – 1861), nemški kipar* |
| 20019 Yukiotanaka     | 1991 VN        | Yukio Tanaka, japonski bejzbolist pri moštvu Nippon Ham Fighters, Hokaido † |
| 20024 Mayrémartínez   | 1992 BT2       | Mayré Adriana Martínez Blanco, venezuelska pevka, zmagovalka na tekmovanju "Latinsko ameriški idol" leta 2006 † |
| 20037 Duke            | 1992 UW4       | Michael B. Duke, ameriški strokovnjak za geologijo Lune (selenolog), Marsa (areolog) in meteorite (meteoritik), bil je tudi skrbnik vzorcev, ki so jih prineli z Lune, pozneje je bil vodja Lunarnega in planetarnega znanstvenega oddelka (Lunar and Planetary Sciences Division) pri Johnsonovem centru za vesoljska plovila (Johnson Spacecraft Center ) †                                     |
| 20043 Ellenmacarthur  | 1993 EM        | Ellen Patricia MacArthur (rojena 1976), britanska samostojna jadralka na dolgih progah * |
| 20060 Johannforster   | 1993 PV5       | Johann Reinhold Forster (1729 – 1798), nemški prirodoslovec, ki je (skupaj s sinom Johannom Georgom Adamom Forsterjem) spremljal JamesaCooka na njegovem potovanju po Pacifiku † |
| 20070 Koichiyuko      | 1993 XL        | Koiči Takahaši, direktor Kluba hirošimskega zbora mladih astronavtov od leta 19898 in njegova žena Juko (doktorica medicine in farmacevtka) † |
| 20073 Yumiko          | 1994 AN2       | * |
| 20074 Laskerschüler   | 1994 AF16      | Else Lasker-Schüler (1869 – 1945), nemško judovska pesnica |
| 20081 Occhialini      | 1994 EE3       | Giuseppe Occhialini (1907 – 1993), italijanski fizik* |
| 20084 Buckmaster      | 1994 GU9       | Bill Buckmaster, ameriški časnikar pri časopisu Arizona Illustrated † |
| 20101–20200           |                | |
| 20103 de Vico         | 1995 JK        | Francesco de Vico (1805 – 1848), jezuitski duhovnik in astronom, odkritelj sedmih kometov, direktor Observatorija del Collegio Romano (Osservatorio del Collegio Romano) (1838–1848) † |
| 20106 Morton          | 1995 QG        | * |
| 20107 Nanyotenmondai  | 1995 QY3       | Nanyotenmondai, Javni observatorij Nanyo v parku Sosjou v mestu Nanjo, Japonska † |
| 20109 Alicelandis     | 1995 RJ        | Alice Landis Tonry, ameriška diplomiranka na Medicinski šoli Tufts, posrednica za prodajo nepremičnin in mati odkritelja † |
| 20120 Ryugatake       | 1995 WB5       | * |
| 20135 Juels           | 1996 JC        | Charles W. Juels (1944 – 2009), ameriški astronom* |
| 20136 Eisenhart       | 1996 NA        | * |
| 20140 Costitx         | 1996 QT1       | majhna občina Costitx, Majorca † † Arhivirano 2008-04-05 na Wayback Machine. ‡ Arhivirano 2005-02-14 na Wayback Machine. |
| 20141 Markidger       | 1996 RL5       | Mark Richard Kidger, britanski astronom* |
| 20151 Utsunomiya      | 1996 TO6       | * |
| 20155 Utewindolf      | 1996 TS11      | Ute Windolf družinski prijatelj, ki je veliko pomagal med boleznijo žene odkritelja * |
| 20156 Herbwindolf     | 1996 TU11      | Herb Windolf, družinski prijatelj, ki je veliko pomagal med boleznijo žene odkritelja, zelo se je zanimal tudi za znanost in vesoljske raziskave * |
| 20164 Janzajíc        | 1996 VJ2       | Jan Zajíc, češki študent, ki se je sežgal v znamenje protesta proti okupaciji Češkoslovaške leta 1968 † |
| 20174 Eisenstein      | 1996 XD20      | * |
| 20187 Janapittichová  | 1997 AN17      | Jana Pittichová, na Slovaškem rojena ameriška astronomka † ‡ |
| 20197 Enriques        | 1997 CK22      | * |
| 20200 Donbacky        | 1997 DW        | * |
| 20201–20300           |                | |
| 20204 Yuudurunosato   | 1997 EV25      | * |
| 20228 Jeanmarcmari    | 1997 XG        | Jean-Marc Mari, francoski astronom* |
| 20230 Blanchard       | 1997 XH5       | * |
| 20234 Billgibson      | 1998 AV9       | * |
| 20242 Sagot           | 1998 DN27      | * |
| 20246 Frappa          | 1998 ER6       | Éric Frappa, francoski ljubiteljski astronom † |
| 20254 Úpice           | 1998 FE2       | mesto Úpice, Češka* |
| 20256 Adolfneckař     | 1998 FC3       | Adolf Neckař (1909 – 1995), češki astronom, ki je zgradil Observatorij na Prostojevu (na začetku na strehi lokalne šole, pozneje v posebni zgradbi), bil je direktor observatorija do leta 1971, ukvarjal se je v glavnem s slikanjem planetov * |
| 20259 Alanhoffman     | 1998 FV10      | Alan Hoffman, ameriški inženir, začetnik uporabe infrardečih detektorjev † |
| 20264 Chauhan         | 1998 FV20      | Neha Chauhan, finalist na Intelovem iskanju znanstvenih talentov (Intel Science Talent Search) leta 2004 † Arhivirano 2006-08-10 na Wayback Machine. |
| 20265 Yuyinchen       | 1998 FP23      | Yuyin Chen, finalist Intelovem iskanju znanstvenih talentov (Intel Science Talent Search) leta 2004 † Arhivirano 2006-08-10 na Wayback Machine. |
| 20266 Danielchoi      | 1998 FK26      | Daniel Chimin Choi, finalist na Intelovem iskanju znanstvenih talentov (Intel Science Talent Search) leta 2004 † Arhivirano 2006-08-10 na Wayback Machine. |
| 20268 Racollier       | 1998 FC28      | Rachael Theresa Collier, finalistka na Intelovem iskanju znanstvenih talentov (Intel Science Talent Search) leta 2004 † Arhivirano 2006-08-10 na Wayback Machine. |
| 20270 Phildeutsch     | 1998 FR30      | Phillip Thomas Deutsch, finalist na Intelovem iskanju znanstvenih talentov (Intel Science Talent Search) leta 2004 † Arhivirano 2006-08-10 na Wayback Machine. |
| 20271 Allygoldberg    | 1998 FK32      | Allyson Molly Goldberg, finalistka na finalist na Intelovem iskanju znanstvenih talentov (Intel Science Talent Search) leta 2004 † Arhivirano 2006-08-10 na Wayback Machine. |
| 20272 Duyha           | 1998 FH33      | Duy Minh Ha, finalist na Intelovem iskanju znanstvenih talentov (Intel Science Talent Search) leta 2004 † Arhivirano 2006-08-10 na Wayback Machine. |
| 20274 Halperin        | 1998 FZ40      | Bruce David Halperin, finalist na Intelovem iskanju znanstvenih talentov (Intel Science Talent Search) leta 2004 in nagrajenec na Intelovem ‘‘Mednarodnem znanstvenem in tehničnem sejmu (Intel International Science and Engineering Fair ali ISEF) leta 2004 † Arhivirano 2006-08-10 na Wayback Machine.                                                                                        |
| 20278 Qileihang       | 1998 FP45      | Qilei Hang, nagrajenec na Intelovem ‘‘Mednarodnem znanstvenem in tehničnem sejmu (Intel International Science and Engineering Fair ali ISEF) leta 2004 † Arhivirano 2006-08-10 na Wayback Machine. |
| 20279 Harel           | 1998 FZ47      | Matan Harel, finalist na Intelovem iskanju znanstvenih talentov (Intel Science Talent Search) leta 2004 † Arhivirano 2006-08-10 na Wayback Machine. |
| 20281 Kathartman      | 1998 FZ49      | Katherine Hartman, finalistka na Intelovem iskanju znanstvenih talentov (Intel Science Talent Search) leta 2004 † Arhivirano 2006-08-10 na Wayback Machine. |
| 20282 Hedberg         | 1998 FT51      | Herbert Mason Hedberg, nagrajenec na Intelovem iskanju znanstvenih talentov (Intel Science Talent Search) leta 2004 † Arhivirano 2006-08-10 na Wayback Machine. |
| 20283 Elizaheller     | 1998 FG55      | Elizabeth Rose Heller, finalistka na Intelovem iskanju znanstvenih talentov (Intel Science Talent Search) leta 2004 † Arhivirano 2006-08-10 na Wayback Machine. |
| 20284 Andreilevin     | 1998 FL58      | Andrei Joseph Levin, finalist na Intelovem iskanju znanstvenih talentov (Intel Science Talent Search) leta 2004 † Arhivirano 2006-08-10 na Wayback Machine. |
| 20285 Lubin           | 1998 FU58      | Amos Benjamin Lubin, finalist na Intelovem iskanju znanstvenih talentov (Intel Science Talent Search) leta 2004 † Arhivirano 2006-08-10 na Wayback Machine. |
| 20286 Michta          | 1998 FT59      | Maria Lynn Michta, finalistka na Intelovem iskanju znanstvenih talentov (Intel Science Talent Search) leta 2004 † Arhivirano 2006-08-10 na Wayback Machine. |
| 20287 Munteanu        | 1998 FT61      | Andrei Munteanu, nagrajenec na Intelovem iskanju znanstvenih talentov (Intel Science Talent Search) leta 2004 † Arhivirano 2006-08-10 na Wayback Machine. |
| 20288 Nachbaur        | 1998 FR62      | Moriah Katherine Nachbaur, finalistka na Intelovem iskanju znanstvenih talentov (Intel Science Talent Search) leta 2004 † Arhivirano 2006-08-10 na Wayback Machine. |
| 20289 Nettimi         | 1998 FQ64      | Divya Nettimi, finalistka na Intelovem iskanju znanstvenih talentov (Intel Science Talent Search) leta 2004 † Arhivirano 2006-08-10 na Wayback Machine. |
| 20290 Seanraj         | 1998 FJ65      | Sean Dilip Raj, finalist na Intelovem iskanju znanstvenih talentov (Intel Science Talent Search) leta 2004 † Arhivirano 2006-08-10 na Wayback Machine. |
| 20291 Raumurthy       | 1998 FF67      | Rohini Subhadra Rau-Murthy, finalistka na Intelovem iskanju znanstvenih talentov (Intel Science Talent Search) leta 2004 † Arhivirano 2006-08-10 na Wayback Machine. |
| 20292 Eduardreznik    | 1998 FV70      | Eduard Reznik, nagrajenec na Intelovem iskanju znanstvenih talentov (Intel Science Talent Search) leta 2004 † Arhivirano 2006-08-10 na Wayback Machine. |
| 20293 Sirichelson     | 1998 FQ72      | Silas Isaac Richelson, finalist na Intelovem iskanju znanstvenih talentov (Intel Science Talent Search) leta 2004 † Arhivirano 2006-08-10 na Wayback Machine. |
| 20296 Shayestorm      | 1998 FL76      | Shaye Perry Storm, finalist na Intelovem iskanju znanstvenih talentov (Intel Science Talent Search) leta 2004 † Arhivirano 2006-08-10 na Wayback Machine. |
| 20298 Gordonsu        | 1998 FW77      | Gordon L. Su, nagrajenec na Intelovem iskanju znanstvenih talentov (Intel Science Talent Search) leta 2004 † Arhivirano 2006-08-10 na Wayback Machine. |
| 20300 Arjunsuri       | 1998 FE84      | Arjun Anand Suri, finalist na Intelovem iskanju znanstvenih talentov (Intel Science Talent Search) leta 2004 † Arhivirano 2006-08-10 na Wayback Machine. |
| 20301–20400           |                | |
| 20301 Thakur          | 1998 FY99      | Gaurav Subhash Thakur, finalist na Intelovem iskanju znanstvenih talentov (Intel Science Talent Search) leta 2004 † Arhivirano 2006-08-10 na Wayback Machine. |
| 20302 Kevinwang       | 1998 FW100     | Kevin Yibo Wang, finalist na Intelovem iskanju znanstvenih talentov (Intel Science Talent Search) leta 2004† Arhivirano 2006-08-10 na Wayback Machine. |
| 20303 Lindwestrick    | 1998 FU101     | Linda Brown Westrick, zmagovalec na Intelovem iskanju znanstvenih talentov (Intel Science Talent Search) leta 2004† Arhivirano 2006-08-10 na Wayback Machine. |
| 20304 Wolfson         | 1998 FA102     | Jayne Frances Wolfson, zmagovalec na Intelovem iskanju znanstvenih talentov (Intel Science Talent Search) leta 2004 † Arhivirano 2006-08-10 na Wayback Machine. |
| 20305 Feliciayen      | 1998 FU102     | Felicia Yuen-Lee Yen, finalist na Intelovem iskanju znanstvenih talentov (Intel Science Talent Search) leta 2004† Arhivirano 2006-08-10 na Wayback Machine. |
| 20306 Richarnold      | 1998 FC106     | Richard Arnold, mentor finalistu na Intelovem iskanju znanstvenih talentov (Intel Science Talent Search) leta 2004† Arhivirano 2006-08-10 na Wayback Machine. |
| 20307 Johnbarnes      | 1998 FH106     | John Barnes, mentor finalistu na Intelovem iskanju znanstvenih talentov (Intel Science Talent Search) leta 2004 † Arhivirano 2006-08-10 na Wayback Machine. |
| 20309 Batalden        | 1998 FD110     | John Batalden, mentor finalistu na Intelovem iskanju znanstvenih talentov (Intel Science Talent Search) leta 2004† Arhivirano 2006-08-10 na Wayback Machine. |
| 20311 Nancycarter     | 1998 FH117     | Nancy Carter, mentor finalistu na Intelovem iskanju znanstvenih talentov (Intel Science Talent Search) leta 2004† Arhivirano 2006-08-10 na Wayback Machine. |
| 20312 Danahy          | 1998 FH118     | Thomas Danahy, mentor finalistu na Intelovem iskanju znanstvenih talentov (Intel Science Talent Search) leta 2004† Arhivirano 2006-08-10 na Wayback Machine. |
| 20313 Fredrikson      | 1998 FM122     | Robert Fredrikson, mentor finalistu na Intelovem iskanju znanstvenih talentov (Intel Science Talent Search) leta 2004 † Arhivirano 2006-08-10 na Wayback Machine. |
| 20314 Johnharrison    | 1998 FN126     | John Harrison, [[Angleži\|angleški] izdelovalec ur * |
| 20316 Jerahalpern     | 1998 FU138     | Jerald Halpern, mentor finalistu na Intelovem iskanju znanstvenih talentov (Intel Science Talent Search) leta 2004 † |
| 20317 Hendrickson     | 1998 FD144     | Gary Hendrickson, mentor finalistu na Intelovem iskanju znanstvenih talentov (Intel Science Talent Search) leta 2004 † |
| 20321 Lightdonovan    | 1998 HJ19      | Donna Light-Donovan, mentorica finalistu na Intelovem iskanju znanstvenih talentov (Intel Science Talent Search) leta 2004 † |
| 20323 Tomlindstom     | 1998 HC21      | Tom Lindstom, mentor finalistu na Intelovem iskanju znanstvenih talentov (Intel Science Talent Search) leta 2004 † |
| 20324 Johnmahoney     | 1998 HF22      | John Mahoney mentor finalistu na Intelovem iskanju znanstvenih talentov (Intel Science Talent Search) leta 2004 † |
| 20329 Manfro          | 1998 HQ43      | [[Nina Manfro, mentorica finalistu na Intelovem iskanju znanstvenih talentov (Intel Science Talent Search) leta 2004 † |
| 20330 Manwell         | 1998 HY44      | Anne Manwell, mentorica finalistu na Intelovem iskanju znanstvenih talentov (Intel Science Talent Search) leta 2004 † |
| 20331 Bijemarks       | 1998 HH45      | Billie Jean Marks, mentor finalistu na Intelovem iskanju znanstvenih talentov (Intel Science Talent Search) leta 2004 † |
| 20333 Johannhuth      | 1998 HH51      | Johann Sigismund Huth, ukrajinski astronom † |
| 20334 Glewitzky       | 1998 HL51      | Grigori Vasiljevič Levitzki, ruski ustanovitelj in prvi direktor Astronomskega observatorija universe v Harkovu, pozneje direktor Observatorija Tartu (Tartu Observatory) † |
| 20335 Charmartell     | 1998 HK57      | Charles Martell, mentor finalistu na Intelovem iskanju znanstvenih talentov (Intel Science Talent Search) leta 2004 † |
| 20336 Gretamills      | 1998 HY61      | Greta Mills, mentorica finalistu na Intelovem iskanju znanstvenih talentov (Intel Science Talent Search) leta 2004 † |
| 20337 Naeve           | 1998 HP83      | Larry Naeve, mentor finalistu na Intelovem iskanju znanstvenih talentov (Intel Science Talent Search) leta 2004 † |
| 20338 Elainepappas    | 1998 HA86      | Elaine Pappas, mentor finalistu na Intelovem iskanju znanstvenih talentov (Intel Science Talent Search) leta 2004 † |
| 20339 Eileenreed      | 1998 HM88      | Eileen Reed, mentor finalistu na Intelovem iskanju znanstvenih talentov (Intel Science Talent Search) leta 2004 † |
| 20340 Susanruder      | 1998 HR91      | Susan Ruder, mentor finalistu na Intelovem iskanju znanstvenih talentov (Intel Science Talent Search) leta 2004 † |
| 20341 Alanstack       | 1998 HX91      | Alan Stack, mentor finalistu na Intelovem iskanju znanstvenih talentov (Intel Science Talent Search) leta 2004† |
| 20342 Trinh           | 1998 HB97      | Jonathan Trinh, mentor finalistu na Intelovem iskanju znanstvenih talentov (Intel Science Talent Search) leta 2004† |
| 20343 Vaccariello     | 1998 HC100     | Michael Vaccariello, mentor finalistu na Intelovem iskanju znanstvenih talentov (Intel Science Talent Search) leta 2004 † |
| 20345 Davidvito       | 1998 HH114     | David Vito, mentor finalistu na Intelovem iskanju znanstvenih talentov (Intel Science Talent Search) leta 2004† |
| 20347 Wunderlich      | 1998 HM121     | Daniel Wunderlich, mentor finalistu na Intelovem iskanju znanstvenih talentov (Intel Science Talent Search) leta 2004† |
| 20351 Kaborchardt     | 1998 HN127     | Kasey Lynn Borchardt, finalistka na Izzivu kanala Discovery mladim znanstvenikom v letu 2004 (Discovery Channel Young Scientist Challenge ali DCYSC) † |
| 20352 Pinakibose      | 1998 HC129     | Pinaki Bose, finalist na Izzivu kanala Discovery mladim znanstvenikom v letu 2004 (Discovery Channel Young Scientist Challenge ali DCYSC) † |
| 20354 Rebeccachan     | 1998 HA139     | Rebecca Ann Chan, finalistka na Izzivu kanala Discovery mladim znanstvenikom v letu 2004(Discovery Channel Young Scientist Challenge ali DCYSC) † |
| 20355 Saraclark       | 1998 HD146     | Sara Catherine Clark, finalistka na Izzivu kanala Discovery mladim znanstvenikom v letu 2004 (Discovery Channel Young Scientist Challenge ali DCYSC) † |
| 20357 Shireendhir     | 1998 HP147     | Shireen Dhir, finalistka na Izzivu kanala Discovery mladim znanstvenikom v letu 2004 (Discovery Channel Young Scientist Challenge ali DCYSC) † |
| 20358 Dalem           | 1998 HD148     | Henri Dalem, francoski zgodovinar, specialist za obdelavo podatkov in internetni skrbnik mednarodnega Sklada Holbach † |
| 20360 Holsapple       | 1998 JO2       | Keith A. Holsapple, ameriški profesor tehnike na Univerzi v Washingtonu, razvil je merilno skalo za stopnjo števila kraterjev, raziskoval je odnos med obliko asteroidov in njihovim vrtenjem okoli osi in notranj etrdnosti † |
| 20361 Romanishin      | 1998 JD3       | William Romanishin, ameriški profesor astronomije na Univerzi v Oklahomi † |
| 20362 Trilling        | 1998 JH3       | David E. Trilling, ameriški pomočnik astronom na Univerzi v Arizoni † |
| 20363 Komitov         | 1998 KU1       | Boris Petrov Komitov, bolgarski planetarni znanstvenik in popularizator znanosti † |
| 20364 Zdeněkmiler     | 1998 KC5       | Zdeněk Miler, češki filmar in illustrator, najbolj je znan po vlogi ("Krtek") † ‡ |
| 20366 Bonev           | 1998 KP8       | Boncho P. Bonev, ameriški raziskovalni pomočnik profesorja na Katološki univerzi Amerike (Catholic University of America) † |
| 20367 Erikagibb       | 1998 KT8       | Erika Gibb, ameriški asistentka profesorja na Oddelku za fiziko in astronomijo (Department of Physics and Astronomy) na Univerzi Misurija (University of Missouri) † |
| 20371 Ekladyous       | 1998 KE30      | Nicholas Samir Ekladyous, finalist na Izzivu kanala Discovery mladim znanstvenikom v letu 2004 (Discovery Channel Young Scientist Challenge ali DCYSC) † |
| 20372 Juliafanning    | 1998 KS35      | Julia Alexine Fanning, finalistka na Izzivu kanala Discovery mladim znanstvenikom]] v letu 2004 (Discovery Channel Young Scientist Challenge ali DCYSC) † |
| 20373 Fullmer         | 1998 KX37      | Austin Tracey Fullmer, finalist na Izzivu kanala Discovery mladim znanstvenikom v letu 2004 (Discovery Channel Young Scientist Challenge ali DCYSC) † |
| 20375 Sherrigerten    | 1998 KU38      | Sherri Ann Gerten, finalistka na Izzivu kanala Discovery mladim znanstvenikom v letu 2004 (Discovery Channel Young Scientist Challenge ali DCYSC) † |
| 20376 Joyhines        | 1998 KB44      | Joy Ellen Hines, finalist na Izzivu kanala Discovery mladim znanstvenikom v letu 2004 (Discovery Channel Young Scientist Challenge ali DCYSC) † |
| 20377 Jakubisin       | 1998 KX46      | Daniel James Jakubisin, finalist na Izzivu kanala Discovery mladim znanstvenikom v letu 2004 (Discovery Channel Young Scientist Challenge ali DCYSC) † |
| 20379 Christijohns    | 1998 KS47      | Christine Elizabeth Johns, finalistka na Izzivu kanala Discovery mladim znanstvenikom v letu 2004 (Discovery Channel Young Scientist Challenge ali DCYSC) † |
| 20392 Mikeshepard     | 1998 MA8       | Michael Shepard, ameriški geolog, specialist za radarsko in optično zaznavanje na daljavo malih planetov in umetnih satelitov † |
| 20393 Kevinlane       | 1998 MZ8       | Kevin Nelson Lane, finalist na Izzivu kanala Discovery mladim znanstvenikom v letu 2004 (Discovery Channel Young Scientist Challenge ali DCYSC) † |
| 20394 Fatou           | 1998 MQ17      | * |
| 20399 Michaelesser    | 1998 OO        | Michael Lesser, ameriški znanstvenik, specialist za visoko kvantno efektivnost naprav CCD † |
| 20401–20500           |                | |
| 20403 Attenborough    | 1998 OW11      | * |
| 20405 Barryburke      | 1998 QP6       | Barry Burke, ameriški konstruktor senzorjev CCD † |
| 20415 Amandalu        | 1998 RL61      | Amanda Jane Lu, finalistka na Izzivu kanala Discovery mladim znanstvenikom v letu 2004 (Discovery Channel Young Scientist Challenge ali DCYSC) † |
| 20416 Mansour         | 1998 RR65      | Philip George Mansour, finalist na Izzivu kanala Discovery mladim znanstvenikom v letu 2004 (Discovery Channel Young Scientist Challenge ali DCYSC) † |
| 20420 Marashwhitman   | 1998 SN129     | David I. Marash-Whitman, finalist na Izzivu kanala Discovery mladim znanstvenikom v letu 2004 (Discovery Channel Young Scientist Challenge ali DCYSC) † |
| 20430 Stout           | 1999 AC3       | * |
| 20433 Prestinenza     | 1999 CL12      | * |
| 20440 McClintock      | 1999 JO31      | Shannon Noel McClintock, finalist na Izzivu kanala Discovery mladim znanstvenikom v letu 2004 (Discovery Channel Young Scientist Challenge ali DCYSC) † |
| 20441 Elijahmena      | 1999 JH50      | Elijah Login Mena, finalist na Izzivu kanala Discovery mladim znanstvenikom v letu 2004 (Discovery Channel Young Scientist Challenge ali DCYSC) † |
| 20444 Mamesser        | 1999 JK63      | Mary Anne Messer, finalistka na Izzivu kanala Discovery mladim znanstvenikom v letu 2004 (Discovery Channel Young Scientist Challenge ali DCYSC) † |
| 20450 Marymohammed    | 1999 JJ111     | Maryam Khadijah Mohammed, finalistka na Izzivu kanala Discovery mladim znanstvenikom v letu 2004 (Discovery Channel Young Scientist Challenge ali DCYSC) † |
| 20451 Galeotti        | 1999 JR134     | Piero Galeotti, italijanski astrofizik † |
| 20454 Pedrajo         | 1999 LD4       | Ana Cristina Pedrajo, finalistka na Izzivu kanala Discovery mladim znanstvenikom v letu 2004 (Discovery Channel Young Scientist Challenge ali DCYSC) † |
| 20455 Pennell         | 1999 LE4       | Jordan William Pennell, finalist na Izzivu kanala Discovery mladim znanstvenikom v letu 2004 (Discovery Channel Young Scientist Challenge ali DCYSC) † |
| 20460 Robwhiteley     | 1999 LO28      | Robert J. Whiteley, ameriški astronom † |
| 20461 Dioretsa        | 1999 LD31      | beseda "Asteroid" zapisana nazaj, zaradi retrogradnega gibanja † |
| 20465 Vervack         | 1999 MJ1       | Ronald J. Vervack, Jr., ameriški planetarni znanstvenik v Laboratoriju za uporabno fiziko na Univerzi Johnsa Hopkinsa † |
| 20467 Hibbitts        | 1999 MX1       | Charles A. Hibbitts, ameriški planetarni znanstvenik v Laboratoriju za uporabno fiziko na Univerzi Johnsa Hopkinsa † |
| 20468 Petercook       | 1999 NK4       | Peter Edward Cook (1937 – 1995), britanski satirik, pisatelj in izvajalec komedij † |
| 20469 Dudleymoore     | 1999 NQ4       | Dudley Moore (1935 – 2002), britanski glasbenik, igralec in komedijant † |
| 20472 Mollypettit     | 1999 NL7       | Molly Loren Pettit, finalistka na Izzivu kanala Discovery mladim znanstvenikom v letu 2004 (Discovery Channel Young Scientist Challenge ali DCYSC) † |
| 20474 Reasoner        | 1999 NV9       | Jonathan William Reasoner, finalist na Izzivu kanala Discovery mladim znanstvenikom v letu 2004 (Discovery Channel Young Scientist Challenge ali DCYSC) † |
| 20476 Chanarich       | 1999 NH12      | Chana Leora Rich, finalistka na Izzivu kanala Discovery mladim znanstvenikom v letu 2004 (Discovery Channel Young Scientist Challenge ali DCYSC) † |
| 20477 Anastroda       | 1999 NQ18      | Anastasia Nast Roda, finalistka na Izzivu kanala Discovery mladim znanstvenikom v letu 2004 (Discovery Channel Young Scientist Challenge ali DCYSC) † |
| 20478 Rutenberg       | 1999 NJ20      | Michael Lev Rutenberg-Schoenberg, finalist na Izzivu kanala Discovery mladim znanstvenikom v letu 2004 (Discovery Channel Young Scientist Challenge ali DCYSC) † |
| 20479 Celisaucier     | 1999 NO22      | Celine Michelle Saucier finalist na Izzivu kanala Discovery mladim znanstvenikom v letu 2004 (Discovery Channel Young Scientist Challenge ali DCYSC) † |
| 20480 Antonschraut    | 1999 NT31      | Anton H. Schraut, finalist na Izzivu kanala Discovery mladim znanstvenikom v letu 2004 (Discovery Channel Young Scientist Challenge ali DCYSC) † |
| 20481 Sharples        | 1999 NW37      | David R. Sharples, finalist na Izzivu kanala Discovery mladim znanstvenikom v letu 2004 (Discovery Channel Young Scientist Challenge ali DCYSC) † |
| 20482 Dustinshea      | 1999 NH40      | Dustin James Shea, finalist na Izzivu kanala Discovery mladim znanstvenikom v letu 2004 (Discovery Channel Young Scientist Challenge ali DCYSC) † |
| 20483 Sinay           | 1999 NK41      | Daniella Sinay, finalistka na Izzivu kanala Discovery mladim znanstvenikom v letu 2004 (Discovery Channel Young Scientist Challenge ali DCYSC) † |
| 20484 Janetsong       | 1999 NL41      | Janet Song, finalistka na Izzivu kanala Discovery mladim znanstvenikom v letu 2004 (Discovery Channel Young Scientist Challenge ali DCYSC) † |
| 20488 Pic-du-Midi     | 1999 OL        | Observatoire du Pic-du-Midi* |
| 20491 Ericstrege      | 1999 OA5       | Eric William Strege, finalist na Izzivu kanala Discovery mladim znanstvenikom v letu 2004 (Discovery Channel Young Scientist Challenge ali DCYSC) † |
| 20495 Rimavská Sobota | 1999 PW4       | * |
| 20496 Jeník           | 1999 QA2       | * |
| 20497 Mařenka         | 1999 RS        | * |
| 20501–20600           |                | |
| 20503 Adamtazi        | 1999 RX14      | Adam Ryoma Tazi, finalist na Izzivu kanala Discovery mladim znanstvenikom v letu 2004 (Discovery Channel Young Scientist Challenge ali DCYSC) † |
| 20512 Rothenberg      | 1999 RW32      | Eckehard Rothenberg, nemški ljubiteljski astronom, tehnični direktor Observatorija Archenhold (Sternwarte Archenhold) † ‡ |
| 20513 Lazio           | 1999 RC34      | * |
| 20517 Judycrystal     | 1999 RB35      | Judy Crystal? * |
| 20518 Rendtel         | 1999 RC36      | Jürgen Rendtel, nemški fizik, strokovnjak za Sonce in ljubiteljski astronom † ‡ |
| 20522 Yogeshwar       | 1999 RK40      | * |
| 20524 Bustersikes     | 1999 RJ42      | * |
| 20526 Bathompson      | 1999 RZ45      | Blake Alexander Thompson, finalist na Izzivu kanala Discovery mladim znanstvenikom v letu 2004 (Discovery Channel Young Scientist Challenge ali DCYSC) † |
| 20527 Dajowestrich    | 1999 RO48      | David John Westrich, finalist na Izzivu kanala Discovery mladim znanstvenikom v letu 2004 (Discovery Channel Young Scientist Challenge ali DCYSC) † |
| 20528 Kyleyawn        | 1999 RL50      | Kyle James Yawn, finalist na Izzivu kanala Discovery mladim znanstvenikom v letu 2004 (Discovery Channel Young Scientist Challenge ali DCYSC) † |
| 20529 Zwerling        | 1999 RM53      | Blake Gordon Zwerling, finalist na Izzivu kanala Discovery mladim znanstvenikom v letu 2004 (Discovery Channel Young Scientist Challenge ali DCYSC) † |
| 20530 Johnayres       | 1999 RG55      | John Ayres, mentor finalistu na Izzivu kanala Discovery mladim znanstvenikom v letu 2004 (Discovery Channel Young Scientist Challenge ali DCYSC) † |
| 20531 Stevebabcock    | 1999 RW57      | Steven Babcock, mentor finalistu na Izzivu kanala Discovery mladim znanstvenikom v letu 2004 (Discovery Channel Young Scientist Challenge ali DCYSC) † |
| 20532 Benbilby        | 1999 RL64      | R. Ben Bilby, mentor finalistu na Izzivu kanala Discovery mladim znanstvenikom v letu 2004 (Discovery Channel Young Scientist Challenge ali DCYSC) † |
| 20533 Irmabonham      | 1999 RO72      | Irma Bonham, mentorica finalistu na Izzivu kanala Discovery mladim znanstvenikom v letu 2004 (Discovery Channel Young Scientist Challenge ali DCYSC) † |
| 20534 Bozeman         | 1999 RU74      | Melissa Bozeman, mentorica finalistu na Izzivu kanala Discovery mladim znanstvenikom v letu 2004 (Discovery Channel Young Scientist Challenge ali DCYSC) † |
| 20535 Marshburrows    | 1999 RV74      | Marsha Burrows, mentorica finalistu na Izzivu kanala Discovery mladim znanstvenikom v letu 2004 (Discovery Channel Young Scientist Challenge ali DCYSC) † |
| 20536 Tracicarter     | 1999 RF81      | Traci A. Carter, mentorica finalistu na Izzivu kanala Discovery mladim znanstvenikom v letu 2004 (Discovery Channel Young Scientist Challenge ali DCYSC) † |
| 20537 Sandraderosa    | 1999 RO82      | Sandra DeRosa, mentorica finalistu na Izzivu kanala Discovery mladim znanstvenikom v letu 2004 (Discovery Channel Young Scientist Challenge ali DCYSC) † |
| 20539 Gadberry        | 1999 RT86      | Sandra Gadberry, mentorica finalistu na Izzivu kanala Discovery mladim znanstvenikom v letu 2004 (Discovery Channel Young Scientist Challenge ali DCYSC) † |
| 20540 Marhalpern      | 1999 RV86      | Marcia Halpern, mentorica finalistu na Izzivu kanala Discovery mladim znanstvenikom v letu 2004 (Discovery Channel Young Scientist Challenge ali DCYSC) † |
| 20544 Kimhansell      | 1999 RG100     | Kim Hansell, mentorica finalistu na Izzivu kanala Discovery mladim znanstvenikom v letu 2004 (Discovery Channel Young Scientist Challenge ali DCYSC) † |
| 20545 Karenhowell     | 1999 RS104     | Karen Howell, mentorica finalistu na Izzivu kanala Discovery mladim znanstvenikom v letu 2004 (Discovery Channel Young Scientist Challenge ali DCYSC) † |
| 20553 Donaldhowk      | 1999 RQ113     | Donald Howk, mentor finalistu na Izzivu kanala Discovery mladim znanstvenikom v letu 2004 (Discovery Channel Young Scientist Challenge ali DCYSC) † |
| 20555 Jennings        | 1999 RC115     | Barbara Jennings, mentorica finalistu na Izzivu kanala Discovery mladim znanstvenikom v letu 2004 (Discovery Channel Young Scientist Challenge ali DCYSC) † |
| 20556 Midgekimble     | 1999 RZ115     | Midge Kimble, mentorica finalistu na Izzivu kanala Discovery mladim znanstvenikom v letu 2004 (Discovery Channel Young Scientist Challenge ali DCYSC) † |
| 20557 Davidkulka      | 1999 RB116     | David Kulka, mentor finalistu na Izzivu kanala Discovery mladim znanstvenikom v letu 2004 (Discovery Channel Young Scientist Challenge ali DCYSC) † |
| 20559 Sheridanlamp    | 1999 RJ118     | Sheridan Lamp, mentorica finalistu na Izzivu kanala Discovery mladim znanstvenikom v letu 2004 (Discovery Channel Young Scientist Challenge ali DCYSC) † |
| 20564 Michaellane     | 1999 RT122     | Michael Lane, mentorica finalistu na Izzivu kanala Discovery mladim znanstvenikom v letu 2004 (Discovery Channel Young Scientist Challenge ali DCYSC) † |
| 20566 Laurielee       | 1999 RV125     | Laurie Lee, mentorica finalistu na Izzivu kanala Discovery mladim znanstvenikom v letu 2004 (Discovery Channel Young Scientist Challenge ali DCYSC) † |
| 20567 McQuarrie       | 1999 RS129     | Kerry Ann McQuarrie, mentorica finalistu na Izzivu kanala Discovery mladim znanstvenikom v letu 2004 (Discovery Channel Young Scientist Challenge ali DCYSC) † |
| 20568 Migaki          | 1999 RC130     | Janet Migaki, mentorica finalistu na Izzivu kanala Discovery mladim znanstvenikom v letu 2004 (Discovery Channel Young Scientist Challenge ali DCYSC) † |
| 20570 Molchan         | 1999 RV133     | Bonnie Molchan, mentorica finalistu na Izzivu kanala Discovery mladim znanstvenikom v letu 2004 (Discovery Channel Young Scientist Challenge ali DCYSC) † |
| 20571 Tiamorrison     | 1999 RA135     | Tiana Morrison, mentorica finalistu na Izzivu kanala Discovery mladim znanstvenikom v letu 2004 (Discovery Channel Young Scientist Challenge ali DCYSC) † |
| 20572 Celemorrow      | 1999 RN137     | Celeste Morrow, mentorica finalistu na Izzivu kanala Discovery mladim znanstvenikom v letu 2004 (Discovery Channel Young Scientist Challenge ali DCYSC) † |
| 20573 Garynadler      | 1999 RW137     | Gary Nadler, mentorica finalistu na Izzivu kanala Discovery mladim znanstvenikom v letu 2004 (Discovery Channel Young Scientist Challenge ali DCYSC) † |
| 20574 Ochinero        | 1999 RZ139     | Marcia Collin Ochinero, mentorica finalistu na Izzivu kanala Discovery mladim znanstvenikom v letu 2004 (Discovery Channel Young Scientist Challenge ali DCYSC) † |
| 20576 Marieoertle     | 1999 RG148     | Marie Oertle, mentorica finalistu na Izzivu kanala Discovery mladim znanstvenikom v letu 2004 (Discovery Channel Young Scientist Challenge ali DCYSC) † |
| 20580 Marilpeters     | 1999 RG151     | Marilyn Peters, mentorica finalistu na Izzivu kanala Discovery mladim znanstvenikom v letu 2004 (Discovery Channel Young Scientist Challenge ali DCYSC) † |
| 20581 Prendergast     | 1999 RQ152     | Dana Prendergast, mentorica finalistu na Izzivu kanala Discovery mladim znanstvenikom v letu 2004 (Discovery Channel Young Scientist Challenge ali DCYSC) † |
| 20582 Reichenbach     | 1999 RP154     | Edith Reichenbach, mentorica finalistu na Izzivu kanala Discovery mladim znanstvenikom v letu 2004 (Discovery Channel Young Scientist Challenge ali DCYSC) † |
| 20583 Richthammer     | 1999 RK158     | James Richthammer, mentor finalistu na Izzivu kanala Discovery mladim znanstvenikom v letu 2004 (Discovery Channel Young Scientist Challenge ali DCYSC) † |
| 20584 Brigidsavage    | 1999 RP159     | Brigid Savage, mentorica finalistu na Izzivu kanala Discovery mladim znanstvenikom v letu 2004 (Discovery Channel Young Scientist Challenge ali DCYSC) † |
| 20585 Wentworth       | 1999 RG160     | Sandra Wentworth, mentorica finalistu na Izzivu kanala Discovery mladim znanstvenikom v letu 2004 (Discovery Channel Young Scientist Challenge ali DCYSC) † |
| 20586 Elizkolod       | 1999 RR160     | Elizabeth Kolod, nagrajenka (drugo mesto za vedenjski in socialni projekt) na Intelovem ‘‘Mednarodnem znanstvenem in tehničnem sejmu’’ (Intel International Science and Engineering Fair ali ISEF) leta 2004 † |
| 20587 Jargoldman      | 1999 RD162     | Jarett Goldman, nagrajenec (drugo mesto za vedenjski in socialni projekt) na Intelovem ‘‘Mednarodnem znanstvenem in tehničnem sejmu’’ (Intel International Science and Engineering Fair ali ISEF) leta 2004 † |
| 20589 Hennyadmoni     | 1999 RQ168     | Henny Admoni, nagrajenec (prvo mesto za njen vedenjski in socialni projekt) na Intelovem ‘‘Mednarodnem znanstvenem in tehničnem sejmu’’ (Intel International Science and Engineering Fair ali ISEF) leta 2004 † |
| 20590 Bongiovanni     | 1999 RN172     | Brice Bongiovanni, nagrajenec (drugo mesto za skupinski vedenjski in socialni projekt) na Intelovem ‘‘Mednarodnem znanstvenem in tehničnem sejmu’’ (Intel International Science and Engineering Fair ali ISEF) leta 2004 † |
| 20591 Sameergupta     | 1999 RC177     | Sameer Gupta, nagrajenec (drugo mesto za skupinski vedenjski in socialni projekt) na Intelovem ‘‘Mednarodnem znanstvenem in tehničnem sejmu’’ (Intel International Science and Engineering Fair ali ISEF) leta 2004 † |
| 20593 Freilich        | 1999 RM180     | Janet Freilich, nagrajenka (drugo mesto za projekt iz biokemije) na Intelovem ‘‘Mednarodnem znanstvenem in tehničnem sejmu’’ (Intel International Science and Engineering Fair ali ISEF) leta 2004 † |
| 20595 Ryanwisnoski    | 1999 RT188     | Ryan Wisnoski, nagrajenec (drugo mesto za projekt iz biokemije) na Intelovem ‘‘Mednarodnem znanstvenem in tehničnem sejmu’’ (Intel International Science and Engineering Fair ali ISEF) leta 2004 † |
| 20600 Danieltse       | 1999 RC197     | Daniel Tse, nagrajenec (drugo mesto za tehnični projekt) na Intelovem ‘‘Mednarodnem znanstvenem in tehničnem sejmu’’ (Intel International Science and Engineering Fair ali ISEF) leta 2004 † |
| 20601–20700           |                | |
| 20604 Vrishikpatil    | 1999 RW205     | Vrishikumar Patil, nagrajenec (drugo mesto za biološki skupinski projekt) na Intelovem ‘‘Mednarodnem znanstvenem in tehničnem sejmu’’ (Intel International Science and Engineering Fair ali ISEF) leta 2004 † |
| 20606 Widemann        | 1999 RM214     | Thomas Widemann, francoski planetarni znanstvenik na Observatoriju Paris in profesor na Univerzi v Versaillesu † |
| 20607 Vernazza        | 1999 RR219     | Pierre Vernazza, italijanski(?) planetarni znanstvenik pri Evropskem vesoljskem raziskovalnem in tehnološkem centru (European Space Research and Technology) v Noordvijku , ki deluje v orviru Evropske vesoljske agencije (European Space Agency) † |
| 20608 Fredmerlin      | 1999 RH224     | Frédéric Merlin, francoski planetarni znanstvenik na Observatoriju Paris (Observatoire de Paris) † |
| 20616 Zeeshansayed    | 1999 SH6       | Zeeshan Sayed, nagrajenec (drugo mesto za skupinski projekt iz biokemije) na Intelovem ‘‘Mednarodnem znanstvenem in tehničnem sejmu’’ (Intel International Science and Engineering Fair ali ISEF) leta 2004 † |
| 20618 Daniebutler     | 1999 SG7       | Danielle Butler, nagrajenka (prvo mesto za projekt iz biokemije) na Intelovem ‘‘Mednarodnem znanstvenem in tehničnem sejmu’’ (Intel International Science and Engineering Fair ali ISEF) leta 2004 † |
| 20623 Davidyoung      | 1999 TS11      | David Young? (več oseb s tem imenom) * |
| 20624 Dariozanetti    | 1999 TB12      | Dario Zanetti, švicarski(?) obrtnik, ki je pomagal pri gradnji observatorija, kjer je bil ta asteroid odkrit † |
| 20625 Noto            | 1999 TG20      | * |
| 20631 Stefuller       | 1999 TW91      | Stephen Fuller, nagrajenec (prvo mesto za skupinski projekt iz biokemije) na Intelovem ‘‘Mednarodnem znanstvenem in tehničnem sejmu’’ (Intel International Science and Engineering Fair ali ISEF) leta 2004 † |
| 20632 Carlyrosser     | 1999 TC92      | Carly Rosser, nagrajenka (prvo mesto za skupinski projekt iz biokemije) na Intelovem ‘‘Mednarodnem znanstvenem in tehničnem sejmu’’ (Intel International Science and Engineering Fair ali ISEF) leta 2004 † |
| 20634 Marichardson    | 1999 TP94      | Matthew Richardson, nagrajenec na Intelovem ‘‘Mednarodnem znanstvenem in tehničnem sejmu’’ (Intel International Science and Engineering Fair ali ISEF) leta 2004 † |
| 20638 Lingchen        | 1999 TV108     | Ling Chen, nagrajenec na Intelovem ‘‘Mednarodnem znanstvenem in tehničnem sejmu’’ (Intel International Science and Engineering Fair ali ISEF) leta 2004 † |
| 20639 Michellouie     | 1999 TD109     | Michelle Louie, nagrajenec na Intelovem ‘‘Mednarodnem znanstvenem in tehničnem sejmu’’ (Intel International Science and Engineering Fair ali ISEF) leta 2004 † |
| 20641 Yenuanchen      | 1999 TF121     | Yen Uan-Chen, nagrajenka (drugo mesto za projekt iz botanike) na Intelovem ‘‘Mednarodnem znanstvenem in tehničnem sejmu’’ (Intel International Science and Engineering Fair ali ISEF) leta 2004 in dobitnica nagrade Intelovega sklada † |
| 20642 Laurajohnson    | 1999 TC124     | Laura Johnson, nagrajenka na Intelovem ‘‘Mednarodnem znanstvenem in tehničnem sejmu’’ (Intel International Science and Engineering Fair ali ISEF) leta 2004 † |
| 20643 Angelicaliu     | 1999 TK142     | Angelica Liu, , nagrajenka (drugo mesto za projekt iz botanike) na Intelovem ‘‘Mednarodnem znanstvenem in tehničnem sejmu’’ (Intel International Science and Engineering Fair ali ISEF) leta 2004 † |
| 20644 Amritdas        | 1999 TN144     | Amrit Das, , nagrajenka (drugo mesto za projekt iz botanike) na Intelovem ‘‘Mednarodnem znanstvenem in tehničnem sejmu’’ (Intel International Science and Engineering Fair ali ISEF) leta 2004 † |
| 20646 Nikhilgupta     | 1999 TM150     | Nikhil Gupta, , nagrajenec na Intelovem ‘‘Mednarodnem znanstvenem in tehničnem sejmu’’ (Intel International Science and Engineering Fair ali ISEF) leta 2004 † |
| 20649 Miklenov        | 1999 TP170     | Mikhail Klenov, , nagrajenec na Intelovem ‘‘Mednarodnem znanstvenem in tehničnem sejmu’’ (Intel International Science and Engineering Fair ali ISEF) leta 2004 † |
| 20657 Alvarez-Candal  | 1999 TL261     | Alvaro Alvarez-Candal, argentimski planetarni znanstvenik na Observatoriju Paris † |
| 20658 Bushmarinov     | 1999 TY270     | Ivan Bushmarinov, , nagrajenec (drugo mesto za projekt iz kemije) na Intelovem ‘‘Mednarodnem znanstvenem in tehničnem sejmu’’ (Intel International Science and Engineering Fair ali ISEF) leta 2004 † |
| 20673 Janelle         | 1999 VW        | * |
| 20686 Thottumkara     | 1999 VX54      | Arun Thottumkara, , nagrajenec (drugo mesto za projekt iz račuanlništva) na Intelovem ‘‘Mednarodnem znanstvenem in tehničnem sejmu’’ (Intel International Science and Engineering Fair ali ISEF) leta 2004 † |
| 20687 Saletore        | 1999 VQ60      | Yogesh Saletore, , nagrajenka (drugo mesto za projekt iz botanike) na Intelovem Mednarodnem znanstvenem in tehničnem sejmu (Intel International Science and Engineering Fair ali ISEF) leta 2004 † |
| 20689 Zhuyuanchen     | 1999 VF63      | Zhu Yuanchen, nagrajenec (drugo mesto za projekt iz računalništva) na Intelovem ‘‘Mednarodnem znanstvenem in tehničnem sejmu’’ (Intel International Science and Engineering Fair ali ISEF) leta 2004 † |
| 20690 Crivello        | 1999 VY66      | Joseph Crivello, nagrajenec (drugo mesto za projekt iz računalništva) na Intelovem Mednarodnem znanstvenem in tehničnem sejmu (Intel International Science and Engineering Fair ali ISEF) leta 2004 † |
| 20693 Ramondiaz       | 1999 VV81      | Jose Ramon Diaz Navarrete, nagrajenec (drugo mesto za skupinski projekt iz računalništva) (drugo mesto za projekt iz račuanlništva) na Intelovem Mednarodnem znanstvenem in tehničnem sejmu (Intel International Science and Engineering Fair ali ISEF) leta 2004 † |
| 20696 Torresduarte    | 1999 VJ95      | Luis Eduardo Torres Duarte, nagrajenec (drugo mesto za projekt iz računalništva) na Intelovem Mednarodnem znanstvenem in tehničnem sejmu (Intel International Science and Engineering Fair ali ISEF) leta 2004 † |
| 20701–20800           |                | |
| 20719 Velasco         | 1999 XL99      | Rodrigo Velasco Velasco, nagrajenec (drugo mesto za projekt iz račuanlništva) na Intelovem ‘‘Mednarodnem znanstvenem in tehničnem sejmu’’ (Intel International Science and Engineering Fair ali ISEF) leta 2004 † |
| 20730 Jorgecarvano    | 1999 XC151     | Jorge Carvano, brazilski planetarni znanstvenik na Nacionalnem observatoriju Rio de Janeiro † |
| 20731 Mothédiniz      | 1999 XH151     | Thais Mothé-Diniz, brazilski planetarni znanstvenik na Nacionalnem observatoriju Rio de Janeiro † |
| 20740 Sémery          | 1999 XB228     | Alain Sémery, francoski inženir na Observatoriju Paris (Observatoire de Paris) † |
| 20741 Jeanmichelreess | 1999 XA230     | Jean-Michel Reess, francoski inženir na Observatoriju Paris (Observatoire de Paris) † |
| 20760 Chanmatchun     | 2000 DR8       | Mat Čun Čan, odkriteljeva mati † |
| 20768 Langberg        | 2000 QO54      | Sarah Langberg, nagrajenka na Intelovem Mednarodnem znanstvenem in tehničnem sejmu (Intel International Science and Engineering Fair ali ISEF) leta 2004 † |
| 20772 Brittajones     | 2000 QL182     | Britta Jones, nagrajenec na Intelovem ‘‘Mednarodnem znanstvenem in tehničnem sejmu’’ (Intel International Science and Engineering Fair ali ISEF) leta 2004 † |
| 20773 Aneeshvenkat    | 2000 QS208     | Aneesh Venkat, nagrajenec na Intelovem ‘‘Mednarodnem znanstvenem in tehničnem sejmu’’ (Intel International Science and Engineering Fair ali ISEF) leta 2004 † |
| 20776 Juliekrugler    | 2000 RG10      | Julie Krugler, nagrajenec na Intelovem ‘‘Mednarodnem znanstvenem in tehničnem sejmu’’ (Intel International Science and Engineering Fair ali ISEF) leta 2004 † |
| 20778 Wangchaohao     | 2000 RD11      | Wang Chaohao, nagrajenec na Intelovem ‘‘Mednarodnem znanstvenem in tehničnem sejmu’’ (Intel International Science and Engineering Fair ali ISEF) leta 2004 † |
| 20779 Xiajunchao      | 2000 RN11      | Xia Junchao, nagrajenec na Intelovem ‘‘Mednarodnem znanstvenem in tehničnem sejmu’’ (Intel International Science and Engineering Fair ali ISEF) leta 2004 † |
| 20780 Chanyikhei      | 2000 RO11      | Chan Yik Hei, nagrajenec na Intelovem ‘‘Mednarodnem znanstvenem in tehničnem sejmu’’ (Intel International Science and Engineering Fair ali ISEF) leta 2004 † |
| 20782 Markcroce       | 2000 RZ52      | Mark Croce, nagrajenec na Intelovem ‘‘Mednarodnem znanstvenem in tehničnem sejmu’’ (Intel International Science and Engineering Fair ali ISEF) leta 2004 † |
| 20784 Trevorpowers    | 2000 RN56      | Trevor Powers, nagrajenec (prvo mesto za tehnični projekt) na Intelovem ‘‘Mednarodnem znanstvenem in tehničnem sejmu’’ (Intel International Science and Engineering Fair ali ISEF) leta 2004 † |
| 20785 Mitalithakor    | 2000 RO60      | Mitali Thakor, nagrajenka (drugo mesto za tehnični projekt) na Intelovem ‘‘Mednarodnem znanstvenem in tehničnem sejmu’’ (Intel International Science and Engineering Fair ali ISEF) leta 2004 † |
| 20787 Mitchfourman    | 2000 RZ71      | Mitchell Fourman, nagrajenec na Intelovem ‘‘Mednarodnem znanstvenem in tehničnem sejmu’’ (Intel International Science and Engineering Fair ali ISEF) leta 2004 † |
| 20789 Hughgrant       | 2000 SU44      | Hugh M. Grant, kanadski poslovnež in upokojeni vzgojitelj, ki je čan Krajeve astronomske družbe Kanade (Royal Astronomical Society of Canada) † |
| 20793 Goldinaaron     | 2000 SF118     | Aaron Goldin, nagrajenec (prvo mesto za tehnični projekt) na Intelovem ‘‘Mednarodnem znanstvenem in tehničnem sejmu’’ (Intel International Science and Engineering Fair ali ISEF) leta 2004 † |
| 20794 Ryanolson       | 2000 SD161     | Ryan Olson, nagrajenec (drugo mesto za skupinski tehnični projekt) na Intelovem ‘‘Mednarodnem znanstvenem in tehničnem sejmu’’ (Intel International Science and Engineering Fair ali ISEF) leta 2004 † |
| 20796 Philipmunoz     | 2000 SN169     | Philip Munoz, nagrajenec (drugo mesto za tehnični projekt) na Intelovem ‘‘Mednarodnem znanstvenem in tehničnem sejmu’’ (Intel International Science and Engineering Fair ali ISEF) leta 2004 in dobitnik nagrade Intelovega sklada za dosežke (Intel Foundation Achievement Award) in nagrade na Tekmovanju mladih znanstvenikov Evropske unije (EU Contest for Young Scientists Award) †         |
| 20798 Verlinden       | 2000 SH172     | Christopher Verlinden, nagrajenec (prvo mesto za tehnični projekt) na Intelovem ‘‘Mednarodnem znanstvenem in tehničnem sejmu’’ (Intel International Science and Engineering Fair ali ISEF) leta 2004 in dobitnik nagrade Intelovega sklada za dosežke (Intel Foundation Achievement Award) in nagrade na Tekmovanju mladih znanstvenikov Evropske unije (EU Contest for Young Scientists Award) † |
| 20799 Ashishbakshi    | 2000 SU172     | Ashish Bakshi, nagrajenec (drugo mesto za skupinski tehnični projekt) na Intelovem ‘‘Mednarodnem znanstvenem in tehničnem sejmu’’ (Intel International Science and Engineering Fair ali ISEF) leta 2004 † |
| 20801–20900           |                | |
| 20804 Etter           | 2000 SW209     | * |
| 20809 Eshinjolly      | 2000 SW259     | Eshin Jolly, nagrajenec na Intelovem ‘‘Mednarodnem znanstvenem in tehničnem sejmu’’ (Intel International Science and Engineering Fair ali ISEF) leta 2004 † |
| 20812 Shannonbabb     | 2000 SL269     | Shannon Babb, nagrajenka (drugo mesto za okoljski projekt) na Intelovem ‘‘Mednarodnem znanstvenem in tehničnem sejmu’’ (Intel International Science and Engineering Fair ali ISEF) leta 2004 † |
| 20813 Aakashshah      | 2000 SB274     | Aakash Shah, nagrajenec (drugo mesto za okoljski projekt) na Intelovem ‘‘Mednarodnem znanstvenem in tehničnem sejmu’’ (Intel International Science and Engineering Fair ali ISEF) leta 2004 (Intel International Science and Engineering Fair]] winner † Arhivirano 2006-08-10 na Wayback Machine.                                                                                                |
| 20814 Laurajones      | 2000 SW292     | Laura Jones, nagrajenka (drugo mesto za okoljski projekt) na Intelovem ‘‘Mednarodnem znanstvenem in tehničnem sejmu’’ (Intel International Science and Engineering Fair ali ISEF) leta 2004 † Arhivirano 2006-08-10 na Wayback Machine. |
| 20817 Liuxiaofeng     | 2000 TT50      | Liu Xiaofeng, nagrajenec (drugo mesto za okoljski projekt) na Intelovem ‘‘Mednarodnem znanstvenem in tehničnem sejmu’’ (Intel International Science and Engineering Fair ali ISEF) leta 2004 † Arhivirano 2006-08-10 na Wayback Machine. |
| 20818 Karmadiraju     | 2000 TQ54      | Kartik Madiraju, nagrajenec (drugo mesto za okoljski projekt) na Intelovem ‘‘Mednarodnem znanstvenem in tehničnem sejmu’’ (Intel International Science and Engineering Fair ali ISEF) leta 2004 † Arhivirano 2006-08-10 na Wayback Machine. |
| 20821 Balasridhar     | 2000 UT5       | Balaji Sridhar, nagrajenec (drugo mesto za okoljski projekt) na Intelovem ‘‘Mednarodnem znanstvenem in tehničnem sejmu’’ (Intel International Science and Engineering Fair ali ISEF) leta 2004 † Arhivirano 2006-08-10 na Wayback Machine. |
| 20822 Lintingnien     | 2000 UK7       | Lin Ting-Nien, nagrajenka (prvo mesto za okoljski projekt) na Intelovem ‘‘Mednarodnem znanstvenem in tehničnem sejmu’’ (Intel International Science and Engineering Fair ali ISEF) leta 2004 † Arhivirano 2006-08-10 na Wayback Machine. |
| 20823 Liutingchun     | 2000 UZ7       | Liu Ting-Chun, nagrajenka (prvo mesto za okoljski projekt) na Intelovem ‘‘Mednarodnem znanstvenem in tehničnem sejmu’’ (Intel International Science and Engineering Fair ali ISEF) leta 2004 † Arhivirano 2006-08-10 na Wayback Machine. |
| 20828 Linchen         | 2000 UO27      | Lin Chen, nagrajenec (prvo mesto za okoljski skupinski projekt) na Intelovem ‘‘Mednarodnem znanstvenem in tehničnem sejmu’’ (Intel International Science and Engineering Fair ali ISEF) leta 2004 † Arhivirano 2006-08-10 na Wayback Machine. |
| 20830 Luyajia         | 2000 UG45      | Lu Yajia, nagrajenka na Intelovem ‘‘Mednarodnem znanstvenem in tehničnem sejmu’’ (Intel International Science and Engineering Fair ali ISEF) leta 2004 in dobitnik nagrade Intelovega sklada za dosežke (Foundation Achievement Award) † Arhivirano 2006-08-10 na Wayback Machine. |
| 20831 Zhangyi         | 2000 UM47      | Yi-Chen "Lilly" Zhang, nagrajenec na Intelovem ‘‘Mednarodnem znanstvenem in tehničnem sejmu’’ (Intel International Science and Engineering Fair ali ISEF) leta 2004 † Arhivirano 2006-08-10 na Wayback Machine. |
| 20832 Santhikodali    | 2000 UQ47      | Santhisri Kodali, nagrajenka (drugo mesto za projekt iz gerontologije) na Intelovem ‘‘Mednarodnem znanstvenem in tehničnem sejmu’’ (Intel International Science and Engineering Fair ali ISEF) leta 2004 † Arhivirano 2006-08-10 na Wayback Machine. |
| 20834 Allihewlett     | 2000 UM48      | Allison Hewlett, nagrajenka (prvo mesto za projekt iz gerontologije) na Intelovem ‘‘Mednarodnem znanstvenem in tehničnem sejmu’’ (Intel International Science and Engineering Fair ali ISEF) leta 2004 † Arhivirano 2006-08-10 na Wayback Machine. |
| 20835 Eliseadcock     | 2000 UY49      | Elise Adcock, nagrajenka na Intelovem ‘‘Mednarodnem znanstvenem in tehničnem sejmu’’ (Intel International Science and Engineering Fair ali ISEF) leta 2004 † Arhivirano 2006-08-10 na Wayback Machine. |
| 20836 Marilytedja     | 2000 UE51      | Marilynn Tedja, nagrajenka na Intelovem ‘‘Mednarodnem znanstvenem in tehničnem sejmu’’ (Intel International Science and Engineering Fair ali ISEF) leta 2004 † Arhivirano 2006-08-10 na Wayback Machine. |
| 20837 Ramanlal        | 2000 UX52      | Nimish Ramanlal, nagrajenec na Intelovem ‘‘Mednarodnem znanstvenem in tehničnem sejmu’’ (Intel International Science and Engineering Fair ali ISEF) leta 2004 † Arhivirano 2006-08-10 na Wayback Machine. |
| 20839 Bretharrison    | 2000 US55      | Brett Harrison, nagrajenec na Intelovem ‘‘Mednarodnem znanstvenem in tehničnem sejmu’’ (Intel International Science and Engineering Fair ali ISEF) leta 2004 † Arhivirano 2006-08-10 na Wayback Machine. |
| 20840 Borishanin      | 2000 UF58      | Boris Hanin, nagrajenec na Intelovem ‘‘Mednarodnem znanstvenem in tehničnem sejmu’’ (Intel International Science and Engineering Fair ali ISEF) leta 2004 † Arhivirano 2006-08-10 na Wayback Machine. |
| 20843 Kuotzuhao       | 2000 UZ78      | Kuo Tzu-Hao, nagrajenec na Intelovem ‘‘Mednarodnem znanstvenem in tehničnem sejmu’’ (Intel International Science and Engineering Fair ali ISEF) leta 2004 † Arhivirano 2006-08-10 na Wayback Machine. |
| 20846 Liyulin         | 2000 US103     | Li Yu-Lin, nagrajenec na Intelovem ‘‘Mednarodnem znanstvenem in tehničnem sejmu’’ (Intel International Science and Engineering Fair ali ISEF) leta 2004 † Arhivirano 2006-08-10 na Wayback Machine. |
| 20850 Gaglani         | 2000 VF2       | Shiv Gaglani, nagrajenec na Intelovem ‘‘Mednarodnem znanstvenem in tehničnem sejmu’’ (Intel International Science and Engineering Fair ali ISEF) leta 2004 † Arhivirano 2006-08-10 na Wayback Machine. |
| 20851 Ramachandran    | 2000 VA8       | Reshma Ramachandran, nagrajenka (prvo mesto za projekt iz medicine in zdravstva) na Intelovem ‘‘Mednarodnem znanstvenem in tehničnem sejmu’’ (Intel International Science and Engineering Fair ali ISEF) leta 2004 † Arhivirano 2006-08-10 na Wayback Machine. |
| 20852 Allilandstrom   | 2000 VY12      | Allison Landstrom, nagrajenka (drugo mesto za projekt iz medicine in zdravstva) na Intelovem ‘‘Mednarodnem znanstvenem in tehničnem sejmu’’ (Intel International Science and Engineering Fair ali ISEF) leta 2004 † Arhivirano 2006-08-10 na Wayback Machine. |
| 20853 Yunxiangchu     | 2000 VQ13      | Yun Xiang Chu, nagrajenka na Intelovem ‘‘Mednarodnem znanstvenem in tehničnem sejmu’’ (Intel International Science and Engineering Fair ali ISEF) leta 2004 † Arhivirano 2006-08-10 na Wayback Machine. |
| 20854 Tetruashvily    | 2000 VH27      | Mazell Tetruashvily, nagrajenka (drugo mesto za projekt iz medicine in zdravstva) na Intelovem ‘‘Mednarodnem znanstvenem in tehničnem sejmu’’ (Intel International Science and Engineering Fair ali ISEF) leta 2004 in nagrade Intelovega sklada za dosežek (Foundation Achievement Award) † Arhivirano 2006-08-10 na Wayback Machine.                                                            |
| 20855 Arifawan        | 2000 VV27      | Arif Awan, nagrajenec (drugo mesto za skupinski projekt iz medicine in zdravstva) na Intelovem ‘‘Mednarodnem znanstvenem in tehničnem sejmu’’ (Intel International Science and Engineering Fair ali ISEF) leta 2004 † Arhivirano 2006-08-10 na Wayback Machine. |
| 20856 Hamzabari       | 2000 VT28      | Hamza Bari, nagrajenec na Intelovem ‘‘Mednarodnem znanstvenem in tehničnem sejmu’’ (Intel International Science and Engineering Fair ali ISEF) leta 2004 † Arhivirano 2006-08-10 na Wayback Machine. |
| 20857 Richardromeo    | 2000 VA30      | Richard Romeo, nagrajenec na Intelovem ‘‘Mednarodnem znanstvenem in tehničnem sejmu’’ (Intel International Science and Engineering Fair ali ISEF) leta 2004 † Arhivirano 2006-08-10 na Wayback Machine. |
| 20858 Cuirongfeng     | 2000 VM31      | Cui Rongfeng, nagrajenec na Intelovem ‘‘Mednarodnem znanstvenem in tehničnem sejmu’’ (Intel International Science and Engineering Fair ali ISEF) leta 2004 † Arhivirano 2006-08-10 na Wayback Machine. |
| 20861 Lesliebeh       | 2000 VX34      | Leslie Beh, nagrajenec na Intelovem ‘‘Mednarodnem znanstvenem in tehničnem sejmu’’ (Intel International Science and Engineering Fair ali ISEF) leta 2004 † Arhivirano 2006-08-10 na Wayback Machine. |
| 20862 Jenngoedhart    | 2000 VY34      | Jennifer Goedhart, nagrajenka na Intelovem ‘‘Mednarodnem znanstvenem in tehničnem sejmu’’ (Intel International Science and Engineering Fair ali ISEF) leta 2004 † Arhivirano 2006-08-10 na Wayback Machine. |
| 20863 Jamescronk      | 2000 VW35      | James Cronk, nagrajenec na Intelovem ‘‘Mednarodnem znanstvenem in tehničnem sejmu’’ (Intel International Science and Engineering Fair ali ISEF) leta 2004 † Arhivirano 2006-08-10 na Wayback Machine. |
| 20870 Kaningher       | 2000 VC48      | Laura Kaningher, nagrajenka na Intelovem ‘‘Mednarodnem znanstvenem in tehničnem sejmu’’ (Intel International Science and Engineering Fair ali ISEF) leta 2004 † Arhivirano 2006-08-10 na Wayback Machine. |
| 20873 Evanfrank       | 2000 VH49      | Evan Frank, nagrajenec na Intelovem ‘‘Mednarodnem znanstvenem in tehničnem sejmu’’ (Intel International Science and Engineering Fair ali ISEF) leta 2004 † Arhivirano 2006-08-10 na Wayback Machine. |
| 20874 MacGregor       | 2000 VL49      | Meredith MacGregor, nagrajenka na Intelovem ‘‘Mednarodnem znanstvenem in tehničnem sejmu’’ (Intel International Science and Engineering Fair ali ISEF) leta 2004 † Arhivirano 2006-08-10 na Wayback Machine. |
| 20878 Uwetreske       | 2000 VH50      | Uwe Treske, nagrajenec na Intelovem ‘‘Mednarodnem znanstvenem in tehničnem sejmu’’ (Intel International Science and Engineering Fair ali ISEF) leta 2004 in Intelove nagrade mladim znanstevnikom (Young Scientist Award), Intelovega sklada za dosežek (Intel Foundation Achievement Award) in dobitnik Nagrade Seaborg SIYSS (Seaborg SIYSS Award) † Arhivirano 2006-08-10 na Wayback Machine.  |
| 20879 Chengyuhsuan    | 2000 VJ55      | Cheng Yu-hsuan, nagrajenec na Intelovem ‘‘Mednarodnem znanstvenem in tehničnem sejmu’’ (Intel International Science and Engineering Fair ali ISEF) leta 2004 † Arhivirano 2006-08-10 na Wayback Machine. |
| 20880 Yiyideng        | 2000 VE57      | Yiyi Deng, nagrajenka (prvo mesto za projekt iz fizike) na Intelovem ‘‘Mednarodnem znanstvenem in tehničnem sejmu’’ (Intel International Science and Engineering Fair ali ISEF) leta 2004 in dobitnik nagrade Intelovega sklla za dosežek (Intel Foundation Achievement Award) † Arhivirano 2006-08-10 na Wayback Machine.                                                                        |
| 20883 Gervais         | 2000 VD58      | Raphaël Gervais, nagrajenec na Intelovem ‘‘Mednarodnem znanstvenem in tehničnem sejmu’’ (Intel International Science and Engineering Fair ali ISEF) leta 2004 and MILSET Expo-Science Europe Award recipient † Arhivirano 2006-08-10 na Wayback Machine. ‡ Arhivirano 2013-01-01 at Archive.is |
| 20887 Ngwaikin        | 2000 WP2       | * |
| 20888 Siyueguo        | 2000 WB14      | Si Yue Guo, nagrajenka na Intelovem ‘‘Mednarodnem znanstvenem in tehničnem sejmu’’ (Intel International Science and Engineering Fair ali ISEF) leta 2004 in dobitnik nagrade MILSET (Expo-Science Europe Award) † Arhivirano 2006-08-10 na Wayback Machine. |
| 20892 MacChnoic       | 2000 WE75      | Breandan Mac Chnoic, nagrajenec na Intelovem ‘‘Mednarodnem znanstvenem in tehničnem sejmu’’ (Intel International Science and Engineering Fair ali ISEF) leta 2004 † Arhivirano 2006-08-10 na Wayback Machine. |
| 20893 Rosymccloskey   | 2000 WJ75      | Roisin McCloskey, nagrajenka na Intelovem ‘‘Mednarodnem znanstvenem in tehničnem sejmu’’ (Intel International Science and Engineering Fair ali ISEF) leta 2004 † Arhivirano 2006-08-10 na Wayback Machine. |
| 20894 Krumeich        | 2000 WP93      | Edwin Krumeich, nagrajenec na Intelovem ‘‘Mednarodnem znanstvenem in tehničnem sejmu’’ (Intel International Science and Engineering Fair ali ISEF) leta 2004 † Arhivirano 2006-08-10 na Wayback Machine. |
| 20896 Tiphene         | 2000 WW141     | Didier Tiphène, francoski namestnik direktorja na Laboratorij za vesoljske študije in naprave v astrofiziki (Laboratoire d´études spatiales et d´instrumentation en astrophysique) na Observatoriju Paris † |
| 20897 Deborahdomingue | 2000 WR142     | Deborah L. Domingue, ameriški planetarni znanstvenik na v Laboratorij za uporabno fiziko(Applied Physics Laboratory) na Univerzi Johnsa Hopkinsa University, deloval je na projektu NEAR, bil je tudi namestnik projektnega strokovnjaka v misiji MESSENGER † |
| 20898 Fountainhills   | 2000 WE147     | Fountain Hills, Arizona, nahajališče Observatorija Fountain Hills (Fountain Hills Observatory) † |
| 20901–21000           |                | |
| 20901 Mattmuehler     | 2000 XO6       | Matthew Muehler, nagrajenec (drugo mesto za projekt v zoologiji) na Intelovem ‘‘Mednarodnem znanstvenem in tehničnem sejmu’’ (Intel International Science and Engineering Fair ali ISEF) leta 2004 † Arhivirano 2006-08-10 na Wayback Machine. |
| 20902 Kylebeighle     | 2000 XY6       | Kyle Beighle, nagrajenec (drugo mesto za projekt v zoologiji) na Intelovem ‘‘Mednarodnem znanstvenem in tehničnem sejmu’’ (Intel International Science and Engineering Fair ali ISEF) leta 2004 † Arhivirano 2006-08-10 na Wayback Machine. |
| 20947 Polyneikes      | 2638 T-2       | Polinejk, sin Ojdipa in oče Tersandra * |
| 20952 Tydeus          | 5151 T-2       | sin Eneja, ki je bil ubit na odpravi Sedmerice proti Tebam * |
| 20961 Arkesilaos      | 1973 SS1       | kralj Arkesilaos, ki je bil iz Boetije, eden prvih junakov, ki so se pridružili grški armadi * |
| 20963 Pisarenko       | 1977 QN1       | Georgij Stepanovič Pisarenko, član Mednarodne akademije kulture (International Academy of Culture) † |
| 20964 Mons Naklethi   | 1977 UA        | prvo znano ime hriba Kleť † |
| 20965 Kutafin         | 1978 SJ7       | Oleg Emeljanovič Kutafin, ruski rektor Moskovske državne akademije za pravo (Moscow State Academy of Law) † |
| 20969 Samo            | 1979 SH        | Samo, francoski trgovec in ustanovitelj prve Češke države † ‡ † |
| 20991 Jánkollár       | 1984 WX1       | Ján Kollár, slovaški pesnik, duhovnik in prizadeven zagovornik slovanske kulture † Arhivirano 2007-11-12 na Wayback Machine. |
| 21000 L'Encyclopédie  | 1987 BY1       | L'Encyclopédie * |

| Predhodnik: 19001–20000 | Pomeni imen asteroidov Seznam asteroidov (20001-20250) Seznam asteroidov (20251-20500) Seznam asteroidov (20501-20750) Seznam asteroidov (20751-21000) | Naslednik: 21001–22000 |